# Lípa Na Farském
Lípa Na Farském je památný strom u Starého Sedliště jihovýchodně od Tachova. Dožívající lípa velkolistá (Tilia platyphyllos) roste u kapličky při cestě do Nového Sedliště v nadmořské výšce 510 m, přibližně 200 m jižně od hřbitova u fary. Obvod jejího kmene měří 450 cm a výška stromu je 17 m (měření 1986). Lípa je chráněna od roku 1987 pro svůj věk a jako krajinná dominanta.

## Stromy v okolí
- Tisovský javor